# Redditi di lavoro dipendente
In Italia, i redditi di lavoro dipendente, disciplinati dal Capo IV, Artt. 49 - 52, D.P.R. 22 dicembre 1986 n. 917, sono quelli che derivano da rapporti aventi per oggetto la prestazione di lavoro, con qualsiasi qualifica, alle dipendenze e sotto la direzione di altri, compreso il lavoro a domicilio quando è considerato lavoro dipendente secondo le norme della legislazione sul lavoro (art. 49, D.P.R. 917/1986).
Parimenti sono considerati redditi di lavoro dipendente le pensioni di ogni genere e gli assegni ad esse equiparati, nonché gli interessi e la rivalutazione sui crediti di lavoro.

## Redditi assimilati
Sono poi assimilati a redditi di lavoro dipendenti:
- i compensi percepiti dai lavoratori soci delle cooperative di produzione e lavoro, delle cooperative di servizi, delle cooperative agricole e di prima trasformazione dei prodotti agricoli e delle cooperative della piccola pesca (nei limiti dei salari correnti maggiorati del 20%) (Art. 50, c. 1, lettera a), D.P.R. 917/1986);
- le indennità e i compensi percepiti a carico di terzi dai prestatori di lavoro dipendente per incarichi svolti in relazione a tale qualità, ad esclusione di quelli che per clausola contrattuale devono essere riversati al datore di lavoro e di quelli che per legge devono essere riversati allo Stato (Art. 50, c. 1, lettera b), D.P.R. 917/1986);
- le somme da chiunque corrisposte a titolo di borsa di studio o di assegno, premio o sussidio per fini di studio o di addestramento professionale, se il beneficiario non è legato da rapporti di lavoro dipendente nei confronti del soggetto erogante (Art. 50, c. 1, lettera c), D.P.R. 917/1986);
- le somme e i valori in genere, a qualunque titolo percepiti nel periodo d'imposta, anche sotto forma di erogazioni liberali, in relazione agli uffici di amministratore, sindaco o revisore di società, associazioni e altri enti con o senza personalità giuridica, alla collaborazione a giornali, riviste, enciclopedie e simili, alla partecipazione a collegi e commissioni, nonché quelli percepiti in relazione ad altri rapporti di collaborazione aventi per oggetto la prestazione di attività svolte senza vincolo di subordinazione a favore di un determinato soggetto nel quadro di un rapporto unitario e continuativo senza impiego di mezzi organizzati e con retribuzione periodica prestabilita (Art. 50, c. 1, lettera c-bis), D.P.R. 917/1986);
- le remunerazioni dei sacerdoti (Art. 50, c. 1, lettera d), D.P.R. 917/1986);
- le indennità, i gettoni di presenza e gli altri compensi corrisposti dallo Stato, dalle regioni, dalle province e dai comuni per l'esercizio di pubbliche funzioni (Art. 50, c. 1, lettera f), D.P.R. 917/1986);
- le indennità percepite dai membri del Parlamento nazionale e del Parlamento europeo (Art. 50, c. 1, lettera g), D.P.R. 917/1986);
- le rendite vitalizie e le rendite a tempo determinato, costituite a titolo oneroso, diverse da quelle aventi funzione previdenziale (Art. 50, c. 1, lettera h), D.P.R. 917/1986);
- gli altri assegni periodici, comunque denominati, alla cui produzione non concorrono attualmente né capitale né lavoro (Art. 50, c. 1, lettera i), D.P.R. 917/1986);
- i compensi percepiti dai soggetti impegnati in lavori socialmente utili in conformità a specifiche disposizioni normative (Art. 50, c. 1, lettera l), D.P.R. 917/1986).

## Somme escluse
Non concorrono a formare il reddito di lavoro dipendente:
- i contributi previdenziali e assistenziali versati dal datore di lavoro o dal lavoratore in ottemperanza a disposizioni di legge (Art. 51, c. 2, lettera a), D.P.R. 917/1986);
- i contributi di assistenza sanitaria versati dal datore di lavoro o dal lavoratore ad enti o casse aventi esclusivamente fine assistenziale in conformità a disposizioni di contratto o di accordo o di regolamento aziendale per un importo non superiore complessivamente a Euro 3.615,20 fino all'anno 2002 e a Euro 3.098,74 per l'anno 2003, diminuite negli anni successivi in ragione di Euro 258,23 annue fino a Euro 1.807,60 (Art. 51, c. 2, lettera a), D.P.R. 917/1986);
- le erogazioni liberali concesse in occasione di festività o ricorrenze alla generalità o a categorie di dipendenti non superiori nel periodo d'imposta a Euro 258,23, nonché i sussidi occasionali concessi in occasione di rilevanti esigenze personali o familiari del dipendente e quelli corrisposti a dipendenti vittime dell'usura (Art. 51, c. 2, lettera b), D.P.R. 917/1986);
- le somministrazioni di vitto da parte del datore di lavoro, nonché quelle in mense organizzate direttamente dal datore di lavoro o gestite da terzi, o, fino all'importo complessivo giornaliero di Euro 5,29, le prestazioni e le indennità sostitutive corrisposte agli addetti ai cantieri edili, ad altre strutture lavorative a carattere temporaneo o ad unità produttive ubicate in zone dove manchino strutture o servizi di ristorazione (Art. 51, c. 2, lettera c), D.P.R. 917/1986);
- le prestazioni di servizi di trasporto collettivo alla generalità o a categorie di dipendenti; anche se affidate a terzi ivi compresi gli esercenti servizi pubblici (Art. 51, c. 2, lettera d), D.P.R. 917/1986);
- i compensi reversibili delle indennità e i compensi percepiti a carico di terzi dai prestatori di lavoro dipendente per incarichi svolti in relazione a tale qualità (Art. 51, c. 2, lettera e), D.P.R. 917/1986);
- i compensi reversibili delle indennità, i gettoni di presenza e gli altri compensi corrisposti dallo Stato, dalle regioni, dalle province e dai comuni per l'esercizio di pubbliche funzioni (Art. 51, c. 2, lettera e), D.P.R. 917/1986);
- le somme erogate dal datore di lavoro alla generalità dei dipendenti o a categorie di dipendenti per frequenza di asili nido e di colonie climatiche da parte dei familiari (Art. 12, D.P.R. 917/1986), nonché per borse di studio a favore dei medesimi familiari (Art. 51, c. 2, lettera f-bis), D.P.R. 917/1986);
- il valore delle azioni offerte alla generalità dei dipendenti (Stock Options) per un importo non superiore complessivamente nel periodo d'imposta a Euro 2.065,83, a condizione che non siano riacquistate dalla società emittente o dal datore di lavoro o comunque cedute prima che siano trascorsi almeno tre anni dalla percezione (Art. 51, c. 2, lettera g), D.P.R. 917/1986);
- la differenza tra il valore delle azioni al momento dell'assegnazione e l'ammontare corrisposto dal dipendente, a condizione che il predetto ammontare sia almeno pari al valore delle azioni stesse alla data dell'offerta (Art. 51, c. 2, lettera g-bis), D.P.R. 917/1986);
- le somme trattenute al dipendente per oneri deducibili (Art. 10, D.P.R. 917/1986) e alle condizioni ivi previste, nonché le erogazioni effettuate dal datore di lavoro in conformità a contratti collettivi o ad accordi e regolamenti aziendali a fronte delle spese sanitarie (Art. 51, c. 2, lettera h), D.P.R. 917/1986);
- le mance percepite dagli impiegati tecnici delle case da gioco (croupiers) direttamente o per effetto del riparto a cura di appositi organismi costituiti all'interno dell'impresa nella misura del 25% dell'ammontare percepito nel periodo d'imposta (Art. 51, c. 2, lettera i), D.P.R. 917/1986);
- le quote di retribuzione derivanti dall'esercizio, da parte del lavoratore, della facoltà di rinuncia all'accredito contributivo presso l'assicurazione generale obbligatoria per l'invalidità, la vecchiaia ed i superstiti dei lavoratori dipendenti e le forme sostitutive della medesima, per il periodo successivo alla prima scadenza utile per il pensionamento di anzianità, dopo aver maturato i requisiti minimi secondo la vigente normativa (Art. 51, c. 2, lettera i-bis), D.P.R. 917/1986).